# 호람의 옥
호람의 옥(胡藍-獄) 혹은 호람안(胡藍案)은 명나라 때인 1380년(홍무 13년) 재상 호유용의 모반 계획을 계기로 일어난 숙청 사건인 호유용의 옥(胡惟庸-獄) 혹은 호유용안(胡惟庸案)과 1393년(홍무 26년) 장군 남옥(藍玉)에 대한 숙청 사건인 남옥의 옥(藍玉-獄) 혹은 남옥안(藍玉案)을 아울러 일컫는 것으로 홍무제의 치세 후기의 공포 정치를 상징하는 사건들이다. 두 사건 모두 만 명이 넘는 희생자가 발생했고 일본과의 외교 관계에도 영향을 주었다.
두 사건 외에도 1376년(홍무 9년)에 있었던 공인(空印)의 안, 1385년(홍무 18년)에 있었던 곽환(郭桓)의 안을 합쳐 명초4안(明初四案) 혹은 홍무4안이라고도 한다. 또 호유용의 옥의 연장선상에서 일어난 것이 임현 사건과 이선장(李善長)의 옥인데 이를 구분해서 포함하기도 한다. 어느 사건이든 홍무제가 주도한 대숙청이란 점에서 차이는 없다.
호유용과 남옥은 모반을 계획했다가 그 전에 발각된 사건이었고 공인의 안이나 곽환의 안은 관리들의 부정을 추궁하다가 발생한 사건인데 어느 것이든 제대로 된 조사도 거의 없이 관련되었다고 의심받은 사람들이 즉결처분을 받았다. 조사 결과 자체는 상세한 기록이 남아있지만 홍무제에 의한 날조 가능성이 높다고 여겨지며 황제 독재 체제를 꿈꾸던 홍무제가 공신들을 숙청했다고 보는 것이 일반적인 시각이다.
홍무제는 금릉을 거점으로 삼아 세력을 확장했고 강남 출신 지주와 지식인을 지지 기반으로 삼았다. 따라서 신생 명나라 정권에는 강남 출신 관료가 많았고 홍무제는 이들의 권익과 세력을 억제하고자 했으나 효과는 미미했다. 거기에 홍무제와 동향인 안후이성 출신 측근들도 건국공신이 되어 사리사욕을 채우고 군사적으로 황제권을 위협할 만한 세력으로 성장했다. 결국 황제권의 강화를 꿈꾸던 홍무제는 이들을 무력으로 숙청하면서 뜻을 이루고자 했던 셈이다. 청나라 때의 고증학자인 조익은 『이십이사차기』를 통해 "그 잔인함은 실로 천고에 유례가 없었다"고 평했다.

## 배경
원나라가 말기로 접어들면서 몽골족의 지배도 기울기 시작했다. 백련교도들이 중심이 된 홍건적의 난을 시작으로 화남 각지에서 진우량·장사성·한림아·방국진 등의 군벌이 할거했고 그 중에서 두각을 나타낸 주원장이 다른 군벌을 제압하고 원나라를 북쪽으로 쫓아낸 뒤 명나라를 세웠다.

### 명나라 내부의 사정
강남 사람들은 원나라 때 남인이라 불리며 색목인과 화북 지역의 한인보다 낮은 지위에 놓여 있어 차별을 받았다. 그래서 강남의 사대부들은 주원장을 지지하여 과거에 누렸던 기득권을 주원장이 지켜주길 바랐다. 하지만 천하를 통일한 홍무제는 황제권의 강화를 원했고 이는 강남 지주 세력이 원하는 기득권 보호와는 모순을 빚을 수밖에 없었다.
홍무제는 1371년(홍무 4년) 남북 경조의 제를 발표해 관료가 지방관으로 부임받을 때 출신지로 가지 못하도록 하여 강남 관료들이 지지 기반을 강화하려는 움직임을 막았다. 1373년(홍무 6년) 2월에는 과거제를 폐지하여 강남에서 신규 관리가 배출되지 못하도록 했다(1371년에 치러진 과거제에서 전체 합격자 128명 중 88명이 강남 출신이었다). 이후 1385년 재개될 때까지 무려 12년 간 과거제는 시행되지 못했다. 하지만 여전히 강남 출신 관료들의 권력은 강했고 홍무제는 이를 배제하기 위한 특단의 조치를 강구할 필요를 느끼게 되었다.
한편, 명나라 건국에 공을 세운 중신들이 세력을 확장하면서 홍무제에게 또 다른 위협 요소가 되었다. 건국공신들은 도당을 만들고 직권을 이용해 인사권과 군사권을 장악했고 그 중에는 황제권조차 능가하는 공신들조차 있었다. 1376년 10월 홍무제는 군신들에게 상유(上諭)하여 군주와 신하의 관계는 하늘과 땅과 같아 넘을 수 없는 것이라며 엄하게 나무랐으며 1379년(홍무 12년)에는 공신들에게 사직을 권고하는 상유가 내려졌지만 공신 간의 권력 다툼도 황제를 경시하는 태도도 크게 바뀌지 않았다.

### 국제 관계 사정
명나라는 원나라를 무너뜨리지 못하고 단지 북쪽으로 몰아낸 것이 그쳤다. 원나라는 몽골고원에서 북원 정권으로써 세력을 유지하며 명나라의 북쪽 국경에서 전투를 이어갔다. 한편, 닝보를 중심으로 한 강남의 동중국해 연안 지역에서는 왜구가 해적질을 하며 주민들을 습격하고 납치하여 도시가 피폐해져 갔다. 이를 아울러 북로남왜라고 했는데 북로와 남왜 모두 신생 왕조 명나라에게 골칫거리였지만 홍무제 때 명나라의 수도는 난징이었기에 남왜의 위협이 더 컸다.
닝보는 과거에는 명주라 했고 송나라 때부터 경원이라고 불린 지역으로 국제항의 역할을 했다. 송나라 때 시박사가 설치된 이후 닝보는 번영을 이루어 고려·일본·동남아시아 등으로부터 많은 상인이 내항해 천주·광주와 함께 강남의 중요 항구 역할을 수행했다. 원나라 말 혼란한 시기에는 무역 상인 출신인 방국진이 거점으로 삼아 교역을 통해 쌓은 부를 바탕으로 주원장에게 오랫동안 저항했다가 1367년(지정 27년) 평정되었다. 다음 해 황제가 된 주원장은 조카사위인 왕극공을 닝보위 지휘사로 임명했다가 그 다음 해에 육령을 새 지휘사로 파견했다. 육령은 전후 혼란을 수습했고 닝보에는 다시 시박사가 설치돼 해상 교역이 재개됐다. 훗날 호유용의 옥에 연좌된 임현도 닝보위 지휘사를 역임했다.

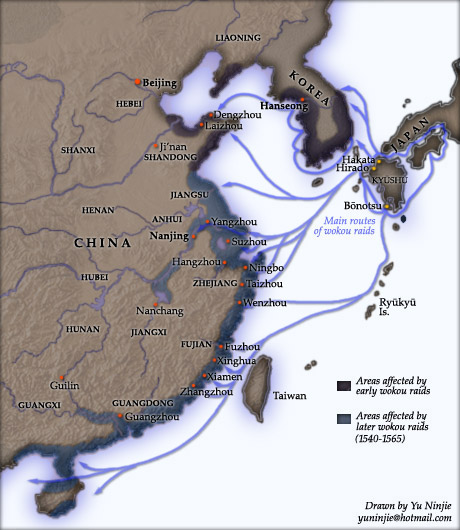
왜구의 활동 지역

왜구는 중국과 조선에서 일본인 해적을 지칭한 표현으로 명나라가 수립될 당시 왜구는 전기 활동기에 해당하는데 이때 왜구는 쓰시마섬·이키섬·마쓰라군·고토 열도 등의 주민이 중심인 것으로 추측된다. 비슷한 시기 중국 연안에서도 해적 활동을 하는 무리가 있었다. 방국진이 대표적인데 탕화가 연안부를 평정한 후에도 일본인 해적과 중국인 해적의 약탈은 계속 이어졌다.
사태를 더 이상 방치할 수 없었던 홍무제는 즉위한 뒤 새 왕조의 수립을 주변 국가에 알려 군신 관계를 맺음으로써 새로운 책봉 체제를 확립하고자 했다. 하지만 고려·안남·참파 등 소수 국가만이 이에 응한 데 그쳤다. 홍무제의 골칫거리였던 왜구를 통제해야 할 일본은 난보쿠초 시대의 혼란기이기도 하여 홍무제가 기대한 것만큼 적극적인 움직임을 보일 수 없었다.
홍무제는 즉위 후 일본에 사신을 보냈는데 고토 열도에서 왜구에 의해 살해되어 친서가 일본의 권력자에게 전달되지 못했다. 홍무제는 포기하지 않고 다음 해에 다시 사신을 보내 명나라에 입공할 것을 강력히 요구하고자 했다. 사신으로 가게 된 양재는 과거의 전례에 따라 하카타의 다자이후를 찾았지만 당시 규슈는 정서대장군 가네요시 친왕이 남북조의 슈고 다이묘와 전쟁을 벌이고 있었다. 양재는 친왕에게 홍무제의 친서를 전달했지만 왜구 진압을 요구하는 양재의 태도가 너무 고압적이라 친왕은 격노했고 명나라 사신 7명 중 5명의 목을 베어 버리고 말았다. 살아남은 사신은 양재와 오문화 두 사람뿐이었으며 이들은 3개월간 구류되었다가 강제 출국당했다.
하지만 홍무제는 다음 해에 세 번째 사신으로 조질을 보냈다. 이는 홍무제가 왜구를 일본의 첨병으로 인식하여 왜구를 통제하기 위해서는 일본을 책봉하여 조공국으로 편입하고자 생각했기 때문이었다. 친왕 역시 규슈에서 열세에 놓인 영향력을 강화하기 위해서인지 명나라와의 조공 무역을 통해 이익을 올리기 위해서인지 결국 이를 받아들여 승려를 명나라에 보내 국서를 전달했다. 홍무제는 기뻐하며 가네요시 친왕을 일본국왕으로 책봉하였고 이로써 두 나라는 국교가 수립되었다. 그런데 1372년(홍무 5년) 5월 말 정식으로 일본을 책봉하기 위해 명나라가 사신을 보냈는데 그 해 8월 북조의 무로마치 막부 규슈 단다이 이마가와 사다요가 하카타를 탈환하여 친왕 정권이 붕괴 직전의 상황에 놓였다. 이때에 이르러 명나라는 비로소 일본이 두 개의 정권으로 나뉘어져 있음을 인지하고 교섭 대상을 기존의 남조에서 북조로 바꾸었다. 하지만 쇼군 아시카가 요시미쓰는 아직 젊었고 막부 내에서도 명나라와의 교섭에 소극적인 호소카와 요리유키나 이마가와가 주류파였다. 명나라와의 교섭에 적극적인 시바 요시유키·슌오쿠 묘하 등이 비밀리에 조질과 교섭하여 명나라와 고려의 백성 150명을 송환하기로 합의했다. 하지만 조질은 일본국왕이 아니라 배신(陪臣)에 불과한 의 을 수리할 수 없다고 밝혀 국교는 수립되지 못했다. 이후 일본국왕 가네요시가 사신을 몇 번 명나라에 보냈으나 실제로는 가네요시를 사칭한 것이었다.
교섭이 진척되지 못해 초조해진 홍무제는 일본과의 국교 교섭을 단념할 것을 고려하기 시작했다. 1374년(홍무 7년) 9월 시박사를 폐지하고 민간 상인에 의한 무역을 전면 금지하는 조치를 취했다. 해금정책이 실시된 것인데 이후 명나라의 무역은 조공 무역으로 한정되었다.

## 숙청의 경위
새 왕조 수립 직후의 혼란을 수습하고 원나라와의 전투도 일단락된 1375년·1376년 무렵부터 홍무제는 본격적으로 내정을 정비할 여유가 생기기 시작했다. 1375년(홍무 8년) 8월 카라코룸을 거점으로 명나라군을 괴롭히던 북원의 장군 코케 테무르가 병사하자 몽골의 세력은 더더욱 북으로 내몰렸다. 이에 그때까지 군정을 실시하던 강북을 부우덕만 남기고 다른 장군들은 철수시켜 외정은 어느 정도 안정을 되찾았다.

### 공인의 안(1376)
황제 전제를 꿈꾸는 홍무제가 일으킨 최초의 숙청 사건은 홍무9년(1376)에 일어난 공인의 안이다. 원래 명나라의 지방관은 매년 결산 보고를 호부에 제출했는데 오류나 반려의 경우 재제출을 해야 했고 이 상황을 대비해 장관의 도장을 미리 찍어둔 공인(空印) 문서를 준비해두는 것이 사실상의 관례로 자리잡고 있었다. 그런데 홍무제는 갑자기 이 관행을 부정 행위의 온상이라며 대대적인 조사를 벌여 많은 지방관을 사형에 처하거나 좌천시켰다. 이 관행은 원나라 때부터 있던 것이었고 문제가 된 적도 없었는데 폐해가 생길 수 있다는 이유로 갑작스레 경고 한 번 없이 처벌을 내려 많은 관료들을 당황스럽게 했다.
많은 관료들이 억울함을 호소했지만 홍무제는 어사대의 고발만으로 즉결처분을 내리는 극약처방까지 동원했다. 윤9월 별이 이변(異變)을 보이자 이는 불길함의 징조로 받아들여졌고 이에 관료들이 불만을 쏟아낸 점에서도 당시 관료들의 불만을 잘 알 수 있다.
하지만 홍무제는 돌발적으로 이와 같은 숙청을 일으킨 것은 아니었다. 이는 공인의 안이 일어나고 얼마 지나지 않아 지방 행정의 대개혁을 추진한 점에서도 유추할 수 있었다. 이 숙청은 강남 출신 지방관을 교체하고 원나라 때 설치된 지방 통치 기관인 행중서성을 해체하기 위함이 목적이었다. 숙청 이후 행중서성을 분할하여 각 성에 각각 민정·군사·감찰을 담당하는 승선포정사사(承宣布政使司)·도지휘사사(都指揮使司)·제형안찰사사(提刑按察使司)를 설치했고 12월에는 지방관 쇄신을 위해 관리 고과 제도를 확립했다. 원나라의 옛 제도는 혁파하고 지방관도 교체함으로써 홍무제는 새로운 독자 권력의 구축을 모색했던 것이다.
따라서 공인의 안은 홍무제가 의도적으로 일으킨 사건이었으며 공인 문서는 표면 상의 이유에 불과했다. 강남 출신 관료를 대부분 숙청한 다음 새로운 지방관으로 파견할 인재를 미리 확보해 둔 점도 홍무제가 사전에 계획한 사건이었음을 알 수 있다. 또한 많은 지방관을 대체할 인재를 미리 확보할 수 있을 만큼 새 왕조의 기반이 비교적 탄탄했음을 엿볼 수 있다.
공인의 안이 일어나자 가장 열심히 활약한 인물 중에는 우승상 호유용과 호유용이 발탁한 어사대부(御史大夫) 진녕(陳寧)이 있었다. 진녕은 호남성(湖南省) 출신으로 제때 납세를 하지 않은 농민에게 본보기로 낙인을 찍은 대표적인 혹리(酷吏)였다. 공인의 안이 일어나자 진녕은 잔혹한 조사를 행했는데 홍무제조차도 종종 나무랐을 정도였다. 하지만 진녕은 아랑곳하지 않고 아버지를 걱정한 아들 진맹린을 채찍으로 때려 죽이는 비정함을 보였다.

### 호유용의 옥(1380)
명나라의 초기 행정 제도는 원나라의 제도를 답습한 것으로 중서성이 중앙 통치 기관의 역할을 하며 좌승상과 우승상을 두어 백관을 통솔하게 했다. 이 두 승상은 재상으로 불리며 막강한 권력을 휘둘렀고 황제권에도 대항할 정도에 이르렀다. 홍무제는 제위에 오른 후 좌승상에는 신중한 성격인 이선장을, 우승상에는 오로지 군사면에서 활약한 서달을 임명하여 홍무제와 충돌을 빚지 않았다. 1373년 호유용이 새로 우승상이 되었으며 1377년(홍무 10년) 왕광양이 좌승상이 되었지만 홍무제의 역린을 건드려 2년 뒤 좌천되었다가 죽음을 맞이했고 호유용이 좌승상이 되었다. 호유용은 안후이성 출신으로 홍무제와 동향이었는데 이선장의 추천을 받아 일찍부터 홍무제를 섬겼던 중신이었다. 따라서 홍무제의 신임이 두터웠는데 전횡을 일삼고 적이 많아 이선장과 인척 관계를 맺어 회서 파벌의 지지를 얻는 것으로 지위를 보전했다. 한편, 서달이나 유기 등은 호유용을 재상에 임명하는 것에 반대했지만 홍무제는 이를 듣지 않았고 오히려 이들을 멀리했다. 유기는 1375년 사망했는데 『명실록』과 『명사』는 호유용에 의한 독살이라고 기록했다.
절대적인 권력을 가진 호유용은 인사권을 활용해 자신의 측근들을 요직에 앉혔고 이에 사관이 되고자 희망하는 사람이나 실직한 사람들이 뇌물을 바치고자 호유용의 집에 몰려들었다고 한다. 또 황제에게 올라가는 상주문도 호유용의 손을 거쳐야 했으며 자신에게 불리한 내용은 보고를 막았다. 이것이 과격해져 급기야는 홍무제를 업신여기는 언행까지 하게 되었다. 한편으로 공인의 안이 일어나자 진녕과 함께 홍무제에게 아첨을 하여 지방관의 처벌에 동조하여 많은 적을 만들었다. 1379년 베트남 남부의 참파에서 조공 사절이 도착했는데 호유용이 장악한 중서성이 이를 홍무제에게 보고하지 않은 일이 일어났고 홍무제는 불쾌해했다.
1380년 정월 2일 호유용과 진녕에게 체포령이 떨어졌다. 너무나도 갑작스러운 일이었는데 죄명은 모반이었다. 『국각』이나 『명사기사본말』에 의하면 모반 계획이 탄로날 것을 우려한 호유용이 홍무제를 자신의 저택에 초대한 뒤 암살코자 했으나 이를 사전에 눈치챈 서화문내사 운기가 홍무제에게 이를 알렸고 홍무제가 급히 궁으로 돌아와 높은 건물에서 내려다보니 호유용의 저택에 다수의 무장한 병사가 숨어 있었다고 기록되어 있다. 하나편 『명실록』이나 『명사』는 호유용의 측근이던 어사중승 도절이 밀고했다고 말하고 있다. 경위가 어찌되었든 홍무제가 직접 심문에 나서자 도망갈 수 없음을 깨달은 호유용은 모든 것을 자백했고 4일 뒤 진녕과 함께 처형되었다. 이후 호유용의 옥은 10년에 걸친 숙청 사건으로 발전하게 되었다.
『명실록』에 의하면 호유용의 권력은 홍무제를 능가하기에 이르렀고 급기야 제위를 노리게 되었다고 한다. 진녕·도절과 모의하여 모양·이존의를 동료로 끌어들이고 홍무제가 꺼려하던 공신 육중형·비취 등을 영입했으며 무신 중에서도 동조자를 모았고 일본과 북원에도 사람을 보내 지원을 요청했다고 『명실록』은 전한다.
하지만 정작 임현이 처벌받은 것은 6년이 지난 뒤였고 육중형·비취가 처벌받은 것은 10년이나 지난 뒤의 일이었다. 따라서 이는 북로남왜라는 명나라가 처한 외적의 위협을 이용하여 홍무제가 날조한 것으로 보이며 공인의 안과 마찬가지로 호유용과 그 세력을 일소하기 위해 홍무제가 계획적으로 숙청했을 가능성이 높다.
공인의 안이 일어난 뒤 행중서성이 혁파되었듯 호유용이 숙청된 다음 중서성이 폐지되었다. 이로써 중국의 역대 왕조에서 황제를 보좌하며 막강한 권력을 휘두른 재상직 자체가 사라지게 되었다. 또한 중서성에 소속되었던 6부는 황제 직속 기관이 되었고 그 장관인 상서의 임면권도 황제에게 귀속되었다. 군사를 총괄하던 대도독부도 중군·전군·후군·좌군·우군의 오군도독부로 나누어졌고 각 군마다 도독을 두어 군사권을 분할시켰다. 또한 상서와 도독을 여러 개로 나누면서 한 명에게 권력이 집중되지 않도록 하여 황제권의 강화를 꾀했다.
호유용이 죽은 뒤에도 사건은 계속 확대됐다. 호유용의 당에 속했다는 이유로 차례차례 강남 출신 지주들이 적발되었기 때문이다. 일부 지주들은 이에 편승해 밀고를 하여 원수를 모함하기도 했다. 『명사기사본말』은 원한이 있는 자들끼리 진위 여부를 묻지 않고 서로를 호유용의 당이라며 밀고했다고 한다. 홍무제는 밀고가 들어오면 호유용의 당인지 상관없이 지주를 탄압했으며 제대로 된 조사도 없이 지주들을 처형하기 일쑤였다. 희생자는 공인의 안 당시의 희생자를 넘어서서 15,000명을 넘어섰다고 한다. 한때 태사 이선장에게도 화가 미쳤지만 육중형·비취도 처형당할 뻔한 적이 있었지만 무사히 넘어갔다. 다만 육중형과 비취는 훗날 결국 처형당하고 말았다. 이미 관직에서 물러난 송렴도 호유용의 당으로 몰려 처형된 손자 송신에 연좌되어 남경으로 압송되었지만 효자고황후가 곡기를 끊고 홍무제를 말려 유배형으로 감형되어 목숨만은 건질 수 있었다. 하지만 이후에도 호유용의 당으로 몰려 처형당하는 사람은 줄을 이었다.
송렴의 사례에서 보이듯이 효자고황후는 홍무제가 신하들을 처형하는 것은 막을 수 있던 사실상 유일한 인물이었다. 그런 황후가 1382년(홍무 15년) 붕어하자 홍무제의 폭주를 막을 수 있는 사람은 존재하지 않게 되었고 황제 전제를 꿈꾸는 홍무제는 더욱 많은 관료와 지주를 탄압하게 되었다.

### 곽환의 안(1385)
호유용의 옥이 일어나고 5년이 지난 홍무18년(1385년) 3월 28일 또 다른 숙청 사건이 발생했다. 호부시랑(戶部侍郞) 곽환(郭桓)이 북평포정사(北平布政司)의 관리와 결탁하여 조정의 식량을 착복한 죄로 체포된 뒤 처형된 것이다. 이후 관련자들이 줄줄이 잡혀 와서 수만 명이 희생되었다.
이 사건은 호유용의 옥 이후 중서성이 폐지되고 6부가 최고 권력 기구로 부상하자 6부에 부정부패가 만연하면서 일어났다. 홍무제는 6부의 부정부패를 명분으로 6부 상서들을 모조리 죽였고 나중에는 지방관과 일반 민중에까지 화가 미쳤다.
홍무제는 국가의 규범과 정치를 바르게 한다는 명목으로 9월 각 사의 뇌물을 금하는 조를 발표해 관리들이 뇌물을 받는 행위를 엄금했다. 10월에는 어제대고(御製大誥)를 반포하고 다음 해에는 어제대고속편과 어제대고삼편을 반포해 구체적인 부정 사례를 규정하고 이를 어겼을 때 받게 될 징벌을 규정했다. 이는 얼마 지나지 않아 국자감을 비롯하여 전국의 부·주·현의 교육 기관에 배포되어 학생들이 의무적으로 암송하게 되었다.

### 임현 사건(1386)
곽환이 숙청된 다음 해인 1386년(홍무 19년) 홍무제는 6년이 지난 호유용의 옥을 다시 들추어냈다. 호유용이 반란을 계획하면서 북원과 일본에 협력을 구하고자 비밀리에 사람을 보낸 사실이 드러났기 때문이다. 10월 명주위지휘사(明州衛指揮使) 임현(林賢)이 남경에서 갑작스레 처형되었고 이후 그 일족도 모두 주살된 뒤 처첩은 노비로 강등되어 공신들에게 분배되었다.
『어제대고삼편(御製大誥三編)』「지휘 임현 호당 제9(指揮林賢胡黨第九)」에 의하면 1376년 4월 명나라에 사신으로 온 일본의 귀정용(歸廷用)이 본국으로 돌아갈 때 임현은 고의로 이들을 '왜구(倭寇)'라며 공격했고 호유용은 이를 빌미로 임현에게 죄를 물어야 한다고 주장했다고 한다. 홍무제가 이를 받아들여 임현은 3년간 일본에 유배시켰는데 사실 이는 호유용과 임현이 사전에 입을 맞춘 행동이었다. 일본에 간 임현은 일본국왕(日本國王)으로부터 병사 400명을 빌렸고 1381년(홍무 14년) 7월 명나라에 돌아왔다. 하지만 이때 호유용은 이미 죽은 뒤였고 임현은 모른 척 명나라에서 지휘사(指揮使)를 맡고 있다가 5년이 지나 이 사실이 들통나서 결국 처형당했다는 것이다.
하지만 임현이 실제로 유배를 갔다는 기록이 남아있지 않고 외국으로 유배를 보낸 사실은 중국사에서도 찾아볼 수가 없다. 또한 남조와 북조가 격한 대립을 벌이던 당시 일본의 사정상 병사를 흔쾌히 빌려주는 게 가능했을지도 의문이며 병사를 빌려줬단 일본측 기록도 남아있는 것이 없다. 병사를 빌려준 주체인 일본국왕은 1380년을 전후로 한 시기에 이미 그 세력권이 거의 붕괴되어 빌려줄 병력조차 충분치 않았다. 어렵사리 명나라에 간 일본 병사가 그대로 임현과 함께 닝보에 머물렀다는 것도 설명이 어렵기 때문에 위 얘기는 홍무제가 임현을 제거하기 위해 제시한 조작된 얘기였을 가능성이 높게 거론되고 있다.
홍무제가 이런 번거로운 핑계를 만든 것은 일본과 확실히 단교하기 위해서였다. 홍무제는 왜구 문제를 해결하고자 일본에 지속적으로 사신을 보냈지만 성과는 거의 없었고 일본에서 명나라로 보낸 사신들은 대부분이 홍무제 앞에서 무례한 태도를 보여 홍무제를 격분시켰다. 이러한 일본의 불성실한 태도는 홍무제로 하여금 일본과 협상하기보다 외교 관계를 끝내는 것이 다 낫다고 판단하게 한 것으로 보인다. 1381년 7월 일본국왕이 보낸 사신 여요(如瑤)가 일본에 돌아갈 때 홍무제는 "일본은 섬나라의 유리한 지형을 믿고 왜구를 방치하고 주변국을 침략하고 있다"라며 강하게 힐책하는 글을 보냈다. 무로마치 막부에 대해서는 일본을 정벌하겠다는 얘기도 전달했는데 이는 일본에 대한 홍무제의 분노가 대단했음을 엿볼 수 있다.
왜구를 소탕하기 위해 해금정책만으론 부족하다 여긴 홍무제는 1384년 탕화를 절강에 보냈다. 탕화는 군함을 건조하고 해상 경비를 강화했으며 어민이 바다에 나가는 것조차 금지하고 절강·복건·광동 연안과 도서부의 주민들을 내륙으로 이주시키는 강경책을 썼다. 연안의 주민들이 왜구와 결탁할 가능성을 우려했기 때문인데 이러한 탕화의 강경책이 한창 진행 중일 때 임현이 체포되는 사건이 발생했다. 왜구의 활동이 갈수록 활발해지자 변방의 책임을 맡은 임현에게 호유용의 당이란 프레임을 씌운 뒤 처형하고 임현이 일본과 협력했단 이유로 일본과는 단교를 해버린 것이다. 임현이 처형되고 보름이 지난 뒤 일본국왕이 보낸 사신이 영파(寧波)에 도착했다. 이때 일본국왕은 이미 죽은 뒤였고 이 사신은 무역의 이익을 위해 사칭한 것에 불과했는데 홍무제는 표문을 수리조차 하지 않고 국교 단절을 통고했다. 이후 명나라가 일본과 관계를 회복하는 것은 20년이 지난 뒤의 일이 되었다.

### 이선장의 옥(1390)

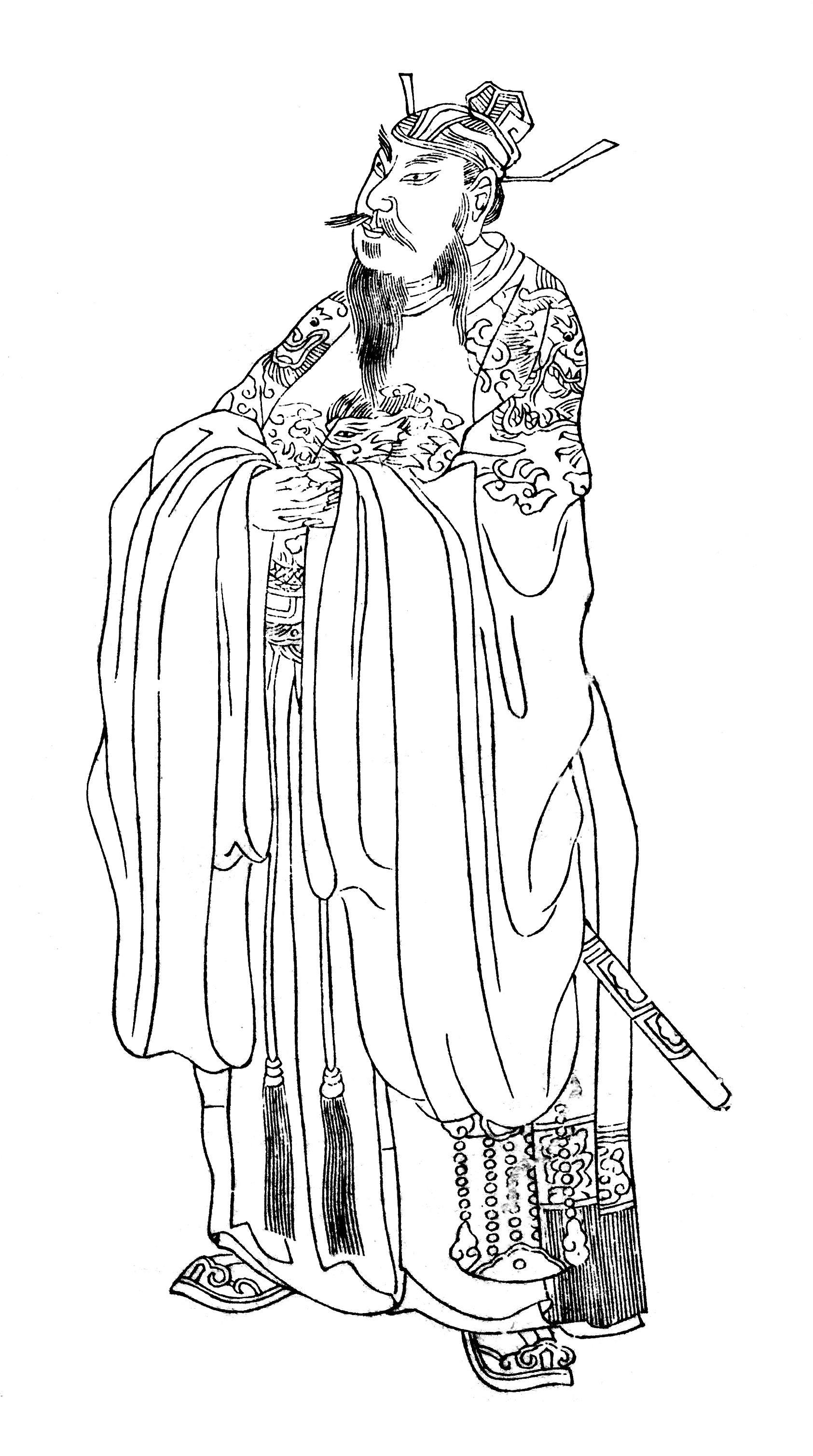
서달

호유용의 옥을 통해 수많은 사람이 죽어나갔음에도 여전히 은밀하게 세력을 유지하는 관료들은 남아 있었고 홍무제는 이들도 숙청할 필요를 느꼈다. 1385년 군공제일(軍功第一)로 불리던 서달이 종기가 악화돼 걷는 데 지장이 생기게 되었다. 홍무제는 찐 거위를 하사했는데 거위고기는 종기를 앓는 사람에겐 독이나 다름없는 것이었다. 홍무제의 뜻을 눈치챈 서달은 눈물을 흘리며 거위고기를 먹었고 며칠 뒤 사망했다. 1375년 요영충, 1380년 주양조, 1384년 호미가 처형되었고 심지어 친조카인 주문정조차도 사소한 죄를 물어 죽여버렸다. 남아 있던 공신들은 언제 자신도 홍무제의 숙청 대상이 될지 두려워했고 그 타겟은 초대 좌승상을 맡았던 이선장(李善長)이 되었다. 이선장은 호유용과 인척 관계이며 개국 2등공신이었지만 홍무제의 딸 임안공주가 이선장의 아들 이기에게 시집을 갔기에 홍무제로서도 일을 만들기가 쉽지 않았다.
1390년(홍무 23년) 이선장의 동생 이존의가 과거 호유용이 모반 계획을 꾸밀 때 협력했단 이유로 체포되었고 조사 과정에서 이선장도 이 사실을 알면서 묵인했단 사실이 드러났다. 홍무제는 이선장이 역모와 관련이 있다는 보고를 받자 격노했고 즉시 이선장에게 자결을 명했다. 이후 이선장의 일족 70여 명도 모조리 죽여버렸다. 곧이어 호유용의 당에 대한 조사가 시작되어 육중형·비취·당승종·조용·정우춘·황빈·육취·모기·이백승·등진 등 19명의 공신이 변명 한 번 허락받지 못한 채 즉시 처형당했다. 또한 고시·양환·오정·설현·곽흥·진덕·왕지·김조흥·유통원·매사조·주양조·화운룡 등은 이미 죽었음에도 추좌하여 작위를 박탈했다. 이 외에도 연좌되어 처형된 수가 15,000명 안팎에 달했다. 이 사건을 이선장의 옥이라 부르는데 사건의 성격만 놓고 보면 제2차 호유용의 옥이라 불러도 손색이 없었다. 홍무제 본인도 이를 두고 제2차 호유용의 옥이라 했으며 그들의 죄상을 정리해 『소시간당록』이란 서적을 간행해 천하에 고시했다. 하지만 호유용이 죽고 이미 10년이 지났음에도 많은 공모자가 이제서야 나타났다는 점은 비현실적인 측면이 있으며 훗날의 조익이 말했듯이 호유용의 이름을 빌려 공신을 숙청한 사건에 지나지 않았다.
2년 뒤 섭승이 호유용의 당이라는 이유로 처형되면서 12년에 걸친 호유용의 옥은 드디어 끝을 맺었다.

### 남옥의 옥(1393)
하지만 홍무제의 숙청은 끝나지 않았다. 이선장을 비롯한 호유용의 잔당을 숙청하고 3년이 지난 1393년 대장군·양국공 남옥이 체포되는 일이 일어났다. 홍무제 때 있던 마지막 대숙청의 서막이었다.
남옥은 이선장·호유용과 동향으로 개국공신 상우춘의 처남이기도 했다. 무수한 군공을 세웠으며 서달이 사망한 후 북방의 방위를 맡아 토구스테무르 우스칼 칸과의 전투를 승리로 이끌기도 했다. 하지만 배움이 부족했고 성격이 교활했으며 황제의 군령을 자주 무시했고 멋대로 부하를 임면하는 등 불법적인 행위도 서슴지 않았다. 자신의 지위가 송국공 풍승이나 영국공 부우덕보다 낮은 것에 불만을 품고 홍무제에게 몇 번이나 불평을 했으나 홍무제는 매번 이를 무시했다. 그러다가 여러 공신들이 숙청되자 과거 자신의 행동을 문제삼아 홍무제가 자신을 죽일 것을 우려해 모반을 꾀하여 사저에 비밀리에 부하들을 모아 모의를 시행하고자 했다가 금의위 지휘 장환에게 발각되었다.
아니나다를까 보고를 받은 홍무제는 격노했고 남옥 외에도 조진·장익·진환 등이 남옥의 당으로 규정돼 체포되었다. 이들은 조사받지 않은 채 자백을 강요받은 뒤 처형되었다. 이후 주수·하영·첨휘·부우문·조흥·황로·탕천·마준·왕성·섭위·왕명·허량·사웅·왕신·소용·장온·찰한·양춘·장정·도문·묘정 등의 공신들이 차례차례 제거되었고 상세걸·손흥조·하진·한정·복영·조량 등의 공신들이 추좌되어 작위를 박탈당했다. 기록에 따라선 처형된 사람만 2만 명에 달한다고도 하며 이후 홍무제는 『역신록』을 간행해 이들의 죄상을 공표했다. 남옥이 자신의 무공을 뽐내며 전횡을 일삼긴 했지만 진짜 모반을 꾀했는지는 의혹이 남아 있어 호유용이나 이선장의 옥과 마찬가지로 공신을 숙청하기 위해 의도적으로 일으킨 사건이었다.
중서성 폐지 등 통치 기구 개편이 이루어졌던 호유용의 옥과 달리 남옥의 옥은 그런 정치적 의미는 작았다. 오히려 호유용의 옥에 얽히지 않았던 공신들을 숙청하기 위해 일어났다. 남옥의 옥이 일어나기 1년 전에 태자 주표가 사망한 뒤 손자 주윤문이 태손으로 책봉돼 새 후계자가 되었다. 하지만 16살밖에 되지 않은 태손이 직위하면 개국공신과 강남 출신 관료에게 휘둘릴지 모른다고 홍무제는 우려했다. 홍무제의 나이가 이미 60을 넘겼기에 유약했던 태손을 위해 장래의 위험이 될지 모르는 싹을 모조리 잘라낼 목적으로 대숙청을 일으켰으리란 추측인 셈이다.
공인의 안에서 시작해 호유용의 옥을 거쳐 남옥의 옥에 이르기까지 18년에 걸친 기간에 10만 명도 넘는 사람들이 희생되었다. 1393년 9월 홍무제는 호유용의 당과 남옥의 당을 추궁하는 것을 금지하여 숙청의 종료를 선언했다. 하지만 개별적으로 공신의 목을 베는 일은 꾸준히 이어져 1394년(홍무 27년) 부우덕을, 1395년(홍무 28년) 풍승을 죽였다. 결과적으로 홍무제가 죽을 때 목숨을 부지한 공신은 탕화·경병문·곽영뿐이었고 이들은 홍무제의 심기를 건드리지 않기 위해 죽을 대까지 근신과 다름없는 생활을 했으며 금의위를 두려워하며 여생을 보내야 했다.

## 이야깃거리
관료를 숙청하기 위해 홍무제는 감찰 기관을 강화했다. 호유용이 장악했던 어사대가 폐지되고 1382년 도찰원을 신설했는데 관료를 감시하는 것이 주 역할이었다. 도찰원은 원래 정7품 아문에 불과했으나 다음 해에 정3품이 되었다가 그 다음 해에는 정2품이 되어 상서와 동격이 되었다. 홍무제가 도찰원을 얼마나 중시했는지를 잘 보여주는 대목이다. 도찰원은 명나라 때 육부의 하나인 형부, 최고재판소 역할을 하던 대리사와 함께 사법사로 불리며 형옥을 주관했다.
1382년 4월 금군의 하나인 친군도위부가 개편되어 삼법사와는 별도로 관료를 감찰하고 형벌을 내리는 황제 직속 특무기관 금의위가 되었다. 원래 역할인 황제 호위 임무에 더해 순찰 역할을 부여받아 밤낮으로 신민들을 감시하여 황제의 눈과 귀를 대신했다고 한다. 삼법사는 수사와 재판이라는 과정을 거치지만 금의위는 이조차도 없어 적발되면 즉결처분을 받았기에 많은 사람들이 금의위를 두려워했다고 한다.
이러한 홍무제의 공포정치는 관료뿐 아니라 서민에게도 향했다. 대표적인 사례가 문자의 옥이라 불리는 언론 탄압이었다. 청나라 때 있었던 문자의 옥이 이민족인 만주족이 한족을 지배하면서 한족의 사상을 통제하려는 의미가 강했다면 홍무제 때의 문자의 옥은 홍무제 개인의 의도가 더 강하게 작용했다. 가난한 집안 출신인데다 승려 생활을 한 적이 있었던 홍무제는 이에 강력한 콤플렉스를 가지고 있어 광(光)이나 독(禿)과 같은 승려를 연상하는 문자를 터부시했다. 심지어 승(僧)을 금지한 것에 더해 발음이 똑같았던 생(生)을 사용하는 것도 허용하지 않았다. 도적 출신이란 점에서 도(盜)와 적(賊)은 물론 발음이 똑같은 도(道)와 칙(則)의 사용도 금했다. 당시 백화소설이라는 통속적 문학이 유행했는데 문자의 옥을 회피하기 위한 노력에서 벗어나진 못했다. 특히 불교 설화는 다룬 『서유기』는 이런 움직임에 민감하여 작중에 등장하는 돼지 요괴 주팔계가 명나라 황실과 같은 성씨라는 이유로 탄압받을 것을 두려워해 저팔계로 성을 바꿔야 했다.

## 영향
상술했듯 홍무제 연간에 있었던 대규모의 숙청들은 공신과 강남 출신 관료들을 제거하고 통치 기구를 개혁하기 위한 목적으로 이루어졌다. 이 사건들은 개별적으로 일어난 것이 아니라 깊은 연관을 지니기도 했다. 공인의 안을 통해 지방 개혁을 추진했는데 이때 지방행정의 장관으로 포정사사가 정2품으로 설치되었다. 이는 중앙 통치 기구인 정3품 육부보다도 높은 지위였는데 호유용의 옥으로 중서성이 혁파되자 육부상서가 정2품으로 격이 높아졌고 이때 포정사는 정3품으로 내려가 중앙과 지방 간의 균형이 이루어졌다. 이는 홍무제가 꿈꾼 지방 개혁이 어느 정도 정리되었음을 의미한다. 또한 행중서성·중서성·육부를 폐지하거나 개혁하여 황제에게 도전하지 못하도록 만들었고 내부적으로는 공신들을 제거하고 외부적으로는 명나라의 통제를 받아들이지 않는 일본과의 관계를 단절하면서 홍무제는 황제 독재 체제의 기반을 마련했다.

### 중국에 미친 영향
일련의 숙청을 통해 이루어진 통치 기구 개혁의 가장 큰 변화는 중서성이 폐지된 것이었다. 막강한 권력을 휘둘러 황제조차 가볍게 여겼던 호유용과 같은 인물이 두 번 다시 나타나지 않기 위해서는 최고 관직 승상과 승상을 장관으로 하는 중서성을 없애는 것이 가장 확실한 방법이었기 때문이다. 중서성이 폐지된 후 중서성에 속해 있던 육부는 황제 직속 기구가 되었는데 이는 곧 황제가 재상을 겸임하는 것과 같은 의미였다. 이로써 황제는 문무백관을 직접 장악·통솔할 수 있게 되었고 황제권을 절대화하여 황제에 대한 관료의 충성을 효율적으로 이끌어낼 수 있었다.
승상은 고대로부터 황제를 보좌하는 관료의 최고 관직으로 이를 없앤 것은 중국사에서도 손에 꼽을 대변혁이라 할 수 있다. 하지만 홍무제조차 승상의 역할을 흡수하여 모든 정무를 직접 결재하는 것은 불가능했고 결국 1382년 자문기관으로 전각대학사를 설치했다. 이것이 발전하여 훗날 내각대학사가 된다. 그리고 여러 신하들을 숙청하는 과정에서 반포된 『어제대고』와 같은 글들은 관료와 장군을 숙청할 때 무엇이 죄인지 판단하는 기준으로 활용돼 이후 신민이 부정을 범하지 않도록 유도하는 홍무제의 훈계와 같은 역할을 하게 되었다. 최고위 관리라 하더라도 숙청된 사례가 생긴 만큼 황제에 대한 절대적인 충성과 복종을 강요하는 역할도 맡았다.
이렇게 관료와 공신을 숙청하여 황제에게 권력을 집중시키면서도 황족들을 각지의 왕으로 봉해 황실의 번병으로 삼는 방침도 세웠다. 1376년 엽백거가 황족을 왕으로 봉하는 것은 오히려 왕조의 유지에 위협이 될 수 있다고 반대하는 상소를 올렸다가 홍무제의 분노를 사기도 했다. 홍무제는 원래 엽백거를 죽이고자 했으나 호유용이 그를 감싸면서 옥살이로 끝날 수 있었는데 결국 그는 옥사하고 말았다. 하지만 홍무제가 붕어한 뒤 건문제 때 연왕 주체가 정난의 변을 일으킴으로써 엽백거의 우려는 사실이 되고 말았다. 홍무제가 일으킨 무수한 숙청 속에서 살아남은 공신 중 한 명인 경병문도 건문제를 끝까지 보좌하다가 연왕에 의해 숙청당했다.

### 해외에 미친 영향

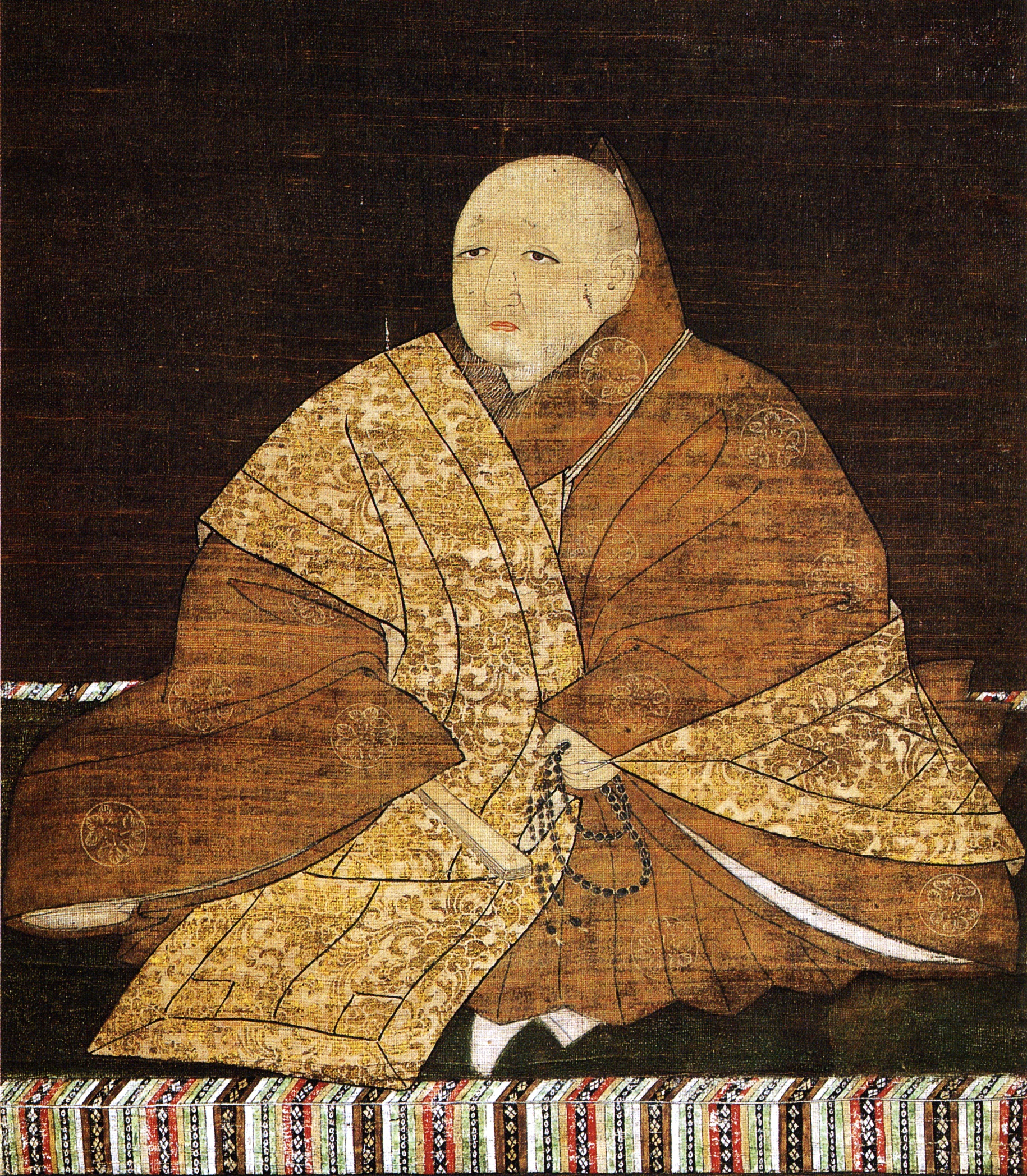
아시카가 요시미쓰

홍무제는 임현 사건을 계기로 일본과 단교했으며 후손들에게도 일본과 통교하지 말 것을 유훈으로 남겼다. 『황명조훈』의 첫머리는 「일본국은 입조하겠다고 말하지만 실은 거짓이다. 비밀리에 간신 호유용과 통하고 궁리하여 반역을 꾸미고 있다. 따라서 관계를 끊는다」고 되어 있다. 하지만 왜구의 피해는 진정되지 못했다.
한편, 분열되어 있던 일본은 아시카가 요시미쓰에 의해 1392년 통일되었다. 요시미쓰는 호유용 사건이 일어난 1380년 정이대장군 명의로 명나라에 국서를 보냈지만 명나라는 책봉을 받은 일본국왕 외의 조공 관계를 인정하지 않는다며 이를 돌려보냈다. 1395년 요시미쓰는 정이대장군·태정대신에서 물러난 뒤 출가하여 일본의 관직 체계에서 벗어났다. 이후 홍무제가 붕어한 뒤 1401년(건문 3년) 20년만에 명나라에 사신을 보냈다.
건문제는 홍무제의 유훈에도 불구하고 일본의 사신을 받아들이고 요시미쓰를 일본국왕으로 책봉했다. 이로써 명나라와 일본 간에 정식으로 국교가 수립됐다. 건문제는 이미 1년 전에 조선국왕도 정식으로 책봉하는 등 적극적인 외교 정책을 추진하고 있었다. 이후 건문제가 4개월 뒤에 숙부 영락제에게 폐위되었음에도 일본과의 외교 관계에는 변화가 없었고 영락제는 감합 무역을 개시하여 왜구 문제를 해결하고자 했다. 하지만 해금정책은 여전히 유지되어 조공 이외의 무역은 금지되었고 이는 16세기에 완화될 때까지 계속됐다.

## 같이 보기
- 남옥의 옥
- 명일무역
- 삼성육부제
- 왜구
- 일본국왕
- 중국의 재상
- 중서성
- 중일 관계사
- 행중서성
- 호유용의 옥

## 참고 문헌
- 다니구치 기쿠오, 편집. (1994). 《アジアの歴史と文化5 中国史 近世2》 [아시아의 역사와 문화 5 - 중국사 근세 2]. 同朋舎出版. ISBN 978-4810408577.
- 우에다 마코토 (2005). 《中国の歴史09 海と帝国 明清時代》 [중국의 역사 09 - 바다와 제국 - 명청 시대]. 講談社. ISBN 978-4062740593.
- 기시모토 미오; 미야지마 히로시 (1998). 《世界の歴史12 明清と李朝の時代》 [세계의 역사 12 - 명청과 조선 시대]. 中央公論社. ISBN 978-4124034127.
- 단조 히로시 (1978). “明王朝成立期の軌跡” [명 왕조 성립기의 궤적]. 《東洋史研究》 (東洋史研究会) 37 (3).
- 단조 히로시 (1994). 《中国歴史人物選 第9巻 明の太祖 朱元璋》 [중국 역사 인물선 제9권 - 명 태조 주원장]. 白帝社. ISBN 978-4891742256.
- 《中国人物列伝 第三講 歴史家と歴史書 第四講 日中交流史話》. 恒星出版. 2005.
- 하기와라 준페이 (1967). 《明朝の政治体制》 [명조의 정치 체제]. ISBN 978-4907856281.
- 무라이 쇼스케 (2003). 《日本の中世10 分裂する王権と社会》 [일본의 세계 10 - 분열하는 왕권과 사회]. 中央公論新社.
- 야마네 유키오 (1971). 《岩波講座 世界歴史12 中世6》. 岩波書店. ISBN 978-4124902198.
- 《アジア歴史事典 3》 [아시아 역사 사전 3]. 平凡社. 1960.
- 《世界歴史大系 中国史 4 明～清》 [세계 역사 대계 중국사 4 - 명~청]. 山川出版社. 1999. ISBN 978-4634461802.